# ريد أورب إنترتنمنت
ريد أورب إنترتنمنت (بالإنجليزية: Red Orb Entertainment)، هي شركة أمريكية سابقة، كانت تقوم بنشر ألعاب الفيديو، تأسست سنة 1997، وأعلنت حلها عام 2001.